# Delma australis
Delma australis är en ödleart som beskrevs av  Arnold Girard Kluge 1974. Delma australis ingår i släktet Delma och familjen fenfotingar. Inga underarter finns listade i Catalogue of Life.
Arten förekommer i Australien. Den saknas bara i delstaten Queensland och på Tasmanien. Honor lägger ägg. Denna ödla lever i savanner, andra gräsmarker och buskskogar. Den hittas ofta vid fuktigare ställen än andra släktmedlemmar. Typisk är växter av släktet Spinifex. I västra delen av utbredningsområdet besöks även trädgrupper.
För beståndet är inga hot kända. Hela populationen bedöms som stabil. IUCN kategoriserar arten globalt som livskraftig (LC).